# Pretend or Surrender
 (janvier 2021).
Albums de Lovex
Divine Insanity
Pretend or Surrender est le 2e album studio du groupe de glam metal Lovex après Divine Insanity. Cet album, qui fut très attendu par les fans, sorti le dernier jour du mois d'avril 2008. Cet album contient deux single: "Take a Shot" "Turn" qui ont tous deux atteint le sommet des charts de Finlande. Nottons aussi le succès de "If She's Near" et de la chanson bonus "Love and Lust".

## Liste des titres
1. If She's Near - 4:03
2. Turn - 3:42
3. Take A Shot - 3:31
4. Different Light - 4:09
5. Writings on the Wall - 4:02
6. Time and Time Again - 4:03
7. Belonging To No One - 3:53
8. My Isolation - 3:33
9. Rid Of Me - 4:29
10. Ordinary day - 4:05
11. End of the World - 4:06
12. End of the World (Outro) - 1:33

### Pistes Bonus dans l'édition limitée
1. Save Me - 3:44
2. Love and Lust - 4:23